# Kurde (cheval)
Pour les articles homonymes, voir Kurde.
Le cheval kurde, Kurdi ou Anatolien de l'Est, est une race de petit chevaux de selle ou poneys originaire du Kurdistan, une région historique partagée entre l'Irak, l'Iran, la Turquie et la Syrie. Influencé par le cheval arabe, il est employé tant sous la selle qu'au bât. Son élevage décline en Turquie.

## Histoire
« Kurdi » est le nom employé au Kurdistan, mais en turc, il est nommé Dogu Anadolu, ce qui signifie « Anatolien de l'Est ». En Iran, il est fait mention de la présence du Kurdi. Ce petit cheval pourrait être influencé par l'Arabe turc et l'Arabe persan.
L'explorateur Ernest Ayscoghe Floyer témoigne en avoir vu lors de son voyage dans les zones inexplorées du Baloutchistan, au XIXe siècle.

## Description
La base de données DAD-IS le classe comme « poney léger », mais d'autres sources le citent comme un « petit cheval de selle », mesurant de 1,32 m à 1,42 m,. Orhan Yilmaz, qui en a examiné dans la partie kurde de la Turquie, estime qu'ils ne dépassent pas 1,48 m. La tête et l'encolure sont élégantes.
En Turquie, la race a bonne réputation, étant connue pour son endurance, sa robustesse et ses os solides.

## Utilisations

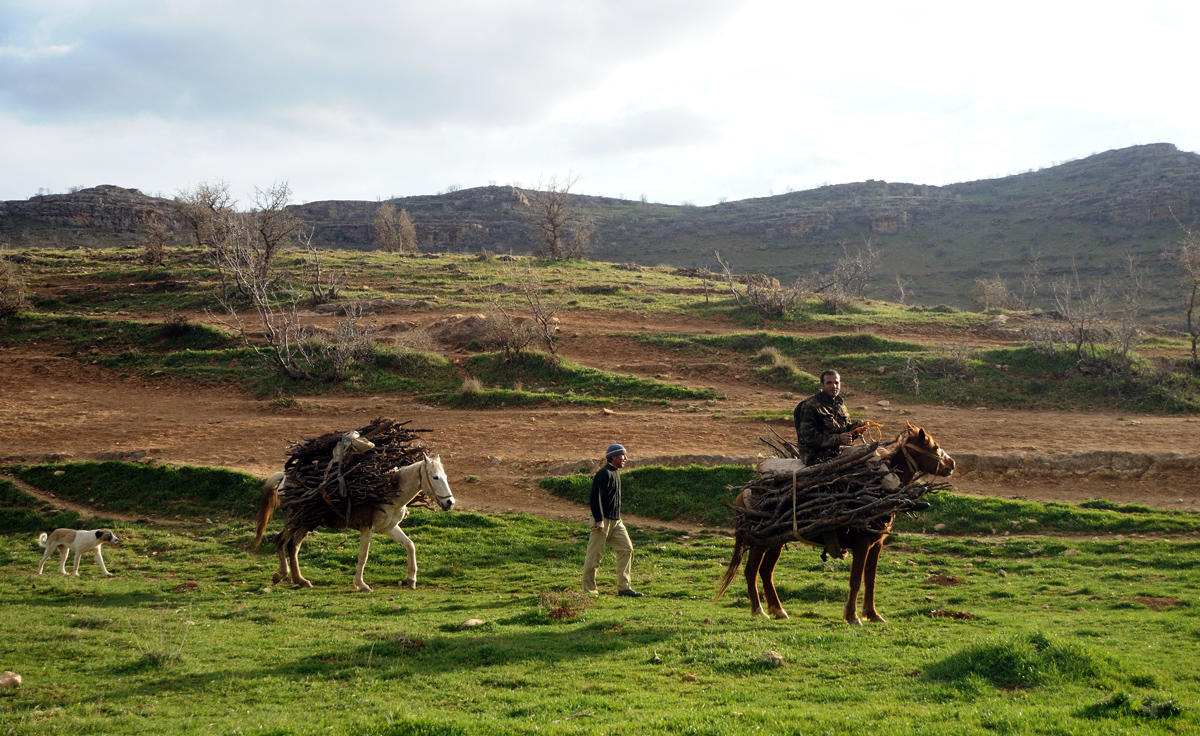
Chevaux kurdes au travail de portage.

Il sert tant de cheval de selle que de cheval de bât. 

## Diffusion de l'élevage
Sur le territoire appartenant à la Turquie, le cheval kurde n'est présent que dans la zone montagneuse à l'extrême est du pays. Son élevage a fortement décliné ces dernières années, au profit du cheval arabe turc, si bien que la race est devenue très rare. Sur le territoire de l'Iran, la race est cantonnée au Nord-Ouest du pays. 2 700 chevaux ont été comptabilisés en 2009. Les effectifs présents en Irak ne sont pas connus. L'étude menée par l'Université d'Uppsala pour la FAO en août 2010 le signale comme race asiatique régionale transfrontière, dont le niveau de menace est inconnu.